# Cimadera
Cimadera is een gemeente en plaats in het Zwitserse kanton Ticino, en maakt deel uit van het district Lugano.
Cimadera telt 108 inwoners.